# (421040) 2013 PO70
(421040) 2013 PO70 es un asteroide perteneciente al cinturón de asteroides, región del sistema solar que se encuentra entre las órbitas de Marte y Júpiter.
Fue descubierto el 25 de marzo de 2012 por el equipo del proyecto Mount Lemmon Survey desde el observatorio del Monte Lemmon.

## Designación y nombre
Designado provisionalmente como 2013 PO70.

## Características orbitales
2013 PO70 está situado a una distancia media del Sol de 2,807 ua, pudiendo alejarse hasta 3,309 ua y acercarse hasta 2,306 ua. Su excentricidad es 0,179 y la inclinación orbital 12,752 grados. Emplea 1717,92 días en completar una órbita alrededor del Sol.
El próximo acercamiento a la órbita de Júpiter ocurrirá el 23 de septiembre de 2179.
Pertenece a la familia de asteroides de (18466) 1995 SU37.

## Características físicas
La magnitud absoluta de 2013 PO70 es 16,57. 